# Zlobec
Zlobec je priimek več znanih Slovencev:
- Anamarija (Volk) Zlobec (1937—2016), učiteljica, otroška pisateljica in kulturna delavka
- Andrej Zlobec (1899—1981), jugoslovanski oficir, aktivist OF in pisec spominov
- Avguštin Zlobec (1881—1970), duhovnik in narodni delavec
- Barbara Zlobec (*1971), klasična filologinja (Trst)
- Ciril Zlobec (1925—2018), pesnik, pisatelj, esejist, prevajalec, urednik, politik, akademik
- Dušica Zlobec (Dušica Kunaver) (*1937), anglistka, pedagoginja, publicistka in zbirateljica kulturne dediščine
- Franc Zlobec (1913—2006), duhovnik in narodni delavec
- Franc Zlobec (1866—1943), kmet, deželni poslanec
- Gruša Zlobec, lingvistka
- Jaša Zlobec (1951—2011), pesnik, esejist, prevajalec, publicist, aktivist, politik, diplomat
- Marijan Zlobec (*1949), novinar, glasbeni in umetnostni kritik, publicist
- Pavel Zlobec (1939—2019), fizik in astronom v zamejstvu
- Veronika Zlobec (1930—2021), prevajalka, žena Cirila